# Waleri Iwanowitsch Jurlow

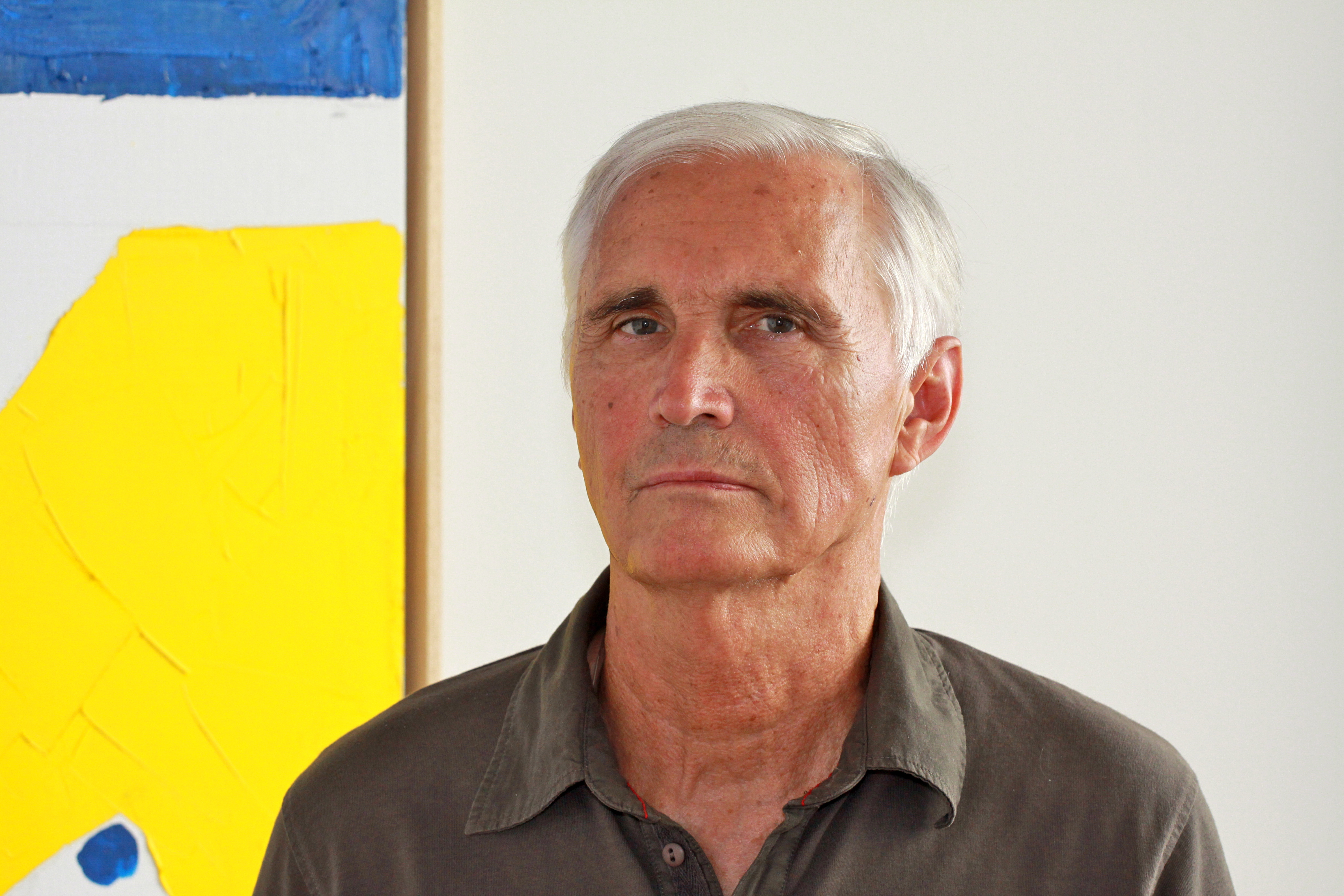
Waleri Jurlow, 26. August 2010

Waleri Iwanowitsch Jurlow (auch Valery Yurlov, russisch Валерий Иванович Юрлов; * 1933 in Alma-Ata, Sowjetunion) ist ein russischer Künstler. 

## Leben
Waleri Jurlow wurde 1933 in Alma-Ata geboren und erhielt seine Grundausbildung an der dortigen Kunstakademie bei Professor Tscherkassy. 1955 erhielt er als Schüler von Pawel Sacharow, Iwan Tschekmasow, Pjotr Mituritsch, Andrei Gontscharow und Wladimir Faworski das Diplom am Polygraphischen Institut von Moskau. Zwischen 1954 und 1980 arbeitete er für verschiedene Verlage als Illustrator. 
Ab 1956 begann seine unabhängige Arbeit und er entwickelte in dieser Zeit und den Folgejahren eine Palette geometrischer Formen (Dreieck, Kreis, Tropfen). Als Konzeptualist analysierte er die Zusammensetzung des Bildes und betonte mit seinen Theorien („Para-Form“, „Dreieinigkeit“) Unterschiede und Harmonien. In den 1960er Jahren nahm Waleri Jurlow an zahlreichen Expeditionen teil und beschäftigte sich intensiv mit Collagen. Anfang der 1980er Jahre wurde das Thema „Kommunikation“ für den Künstler immer wichtiger, und er widmete ihm zahlreiche Arbeiten und Installationen. Gegen Ende der 1980er Jahre entdeckte er die „Neue Phonetik der Farben“. 
Zwischen 1994 und 2002 lebte und arbeitete Waleri Jurlow in New York in einem ihm zur Verfügung gestellten Atelier. 
Jurlow gilt als ein Vertreter des Russischen  Nonkonformismus. Einige seiner Arbeiten sind Bestandteil der Sammlungen der Kolodzei Art Foundation, der Norton and Nancy Dodge Collection of Soviet Nonconformist Art an der Rutgers University und des Musée National d’Art Moderne im Centre Pompidou in Paris.

## Ausstellungen
- 2009: Nonconformists, The Second Russian Avant-garde, 1955-1988. Slowakische Nationalgalerie[2]
- 1992: Tretjakow-Galerie, Moskau.

## Sammlungen
- Tretjakow-Galerie, Moskau.
- Russisches Museum, Sankt Petersburg.
- Museum der aktuellen Kunst ART4.RU, Moskau.
- Georges Pompidou, Paris.
- Jane Voorhees Zimmerli Art Museum, USA.
- Kolodzei Art Foundation, USA.
- Sammlung Bar-Gera, Schweiz.

## Publikationen
- Valery Yurlov. Das Tagebuch des Künstlers. Hrsg.: Nadja Brykina. Beiträge: Valery Yurlov. 2009: Nadja Brykina Editions., Deutsch/Französisch: ISBN 978-3-9523523-9-7, Russisch/Englisch: ISBN 978-3-9523523-8-0 (Künstlerbuch von Valery Yurlov)
- Valery Yurlov. Katalog. Hrsg.: Nadja Brykina. Beiträge: Nadja Brykina. 2006: Nadja Brykina Gallery AG., Deutsch/Englisch: ISBN 978-3-9523155-0-7, Russisch/Französisch: ISBN 978-3-9523155-1-4 (Umfangreicher Katalog über das Schaffen des Künstlers Valery Yurlov)
- Valery Yurlov. Monographie. Hrsg.: Nadja Brykina. Beiträge: Nadja Brykina, Urs Häner, Marina Bessonova, Dmitry Sarabyanov. 2004: M, N & O Art Publishing Co. Ltd., Deutsch/Französisch, Russisch/Englisch: ISBN 5-901401-23-9 (Umfangreiche Monographie des Künstlers Valery Yurlov)